# Kötschlitz
Kötschlitz là một đô thị ở huyện Saale, Saxony-Anhalt, nước Đức. Đô thị Kötschlitz có diện tích 5,4 km².